# Samtgemeinde Harpstedt
Samtgemeinde Harpstedt is een samtgemeinde in de Duitse deelstaat Nedersaksen, gelegen in het Landkreis Oldenburg. Het samenwerkingsverband had ten tijde van de meest recente statistiek  10.660 inwoners (31 december 2020). 

## Deelnemende gemeenten

Samtgemeinde Harpstedt, nadere indeling tot 1972

1. Beckeln (754)
2. Colnrade (766)
3. Dünsen (1.166)
4. Groß Ippener (999)
5. Harpstedt (4.690); zetel van het bestuur der Samtgemeinde
6. Kirchseelte (1.161)
7. Prinzhöfte (648)
8. Winkelsett (525)

Het getal achter de plaatsnaam tussen haakjes is het aantal inwoners per 31 december 2018.
Afgezien van Harpstedt zelf, bestaan deze gemeenten uit kleine, agrarisch georiënteerde dorpen en gehuchten.
Zie ook het kaartje rechts. De hoofdplaats Harpstedt is daarop rood aangegeven, de andere deelgemeenten roze.

## Ligging, verkeer, vervoer
De Samtgemeinde ligt geheel binnen het Naturpark Wildeshauser Geest dat wordt gekenmerkt door zandige gronden, waarop bos en heide groeit, hoogveengebieden, en verder dalen van een aantal riviertjes en beken, die deels vruchtbare landbouwgrond bevatten.
De deelgemeente Groß Ippener ligt 11 km en de hoofdplaats Harpstedt ligt 17 km ten zuiden van de stad Delmenhorst, dat zelf 13 km ten westen van zowel de luchthaven als van het centrum van Bremen ligt.
In Groß Ippener ligt ook een afrit (nr. 61 Delmenhorst-Süd) van de Autobahn A1 Bremen-Osnabrück. Ruim tien km in westelijke richting ligt Wildeshausen.
Ten noorden van de gemeente liggen verscheidene plaatsen, die van oorsprong boerendorpen waren, maar sterk gegroeid zijn door de nabijheid van de stad Bremen, en in feite voorsteden van Bremen zijn geworden, o.a. Stuhr en Weyhe.
De dichtstbijzijnde spoorlijn, waar passagierstreinen over rijden is die van Bremen naar Osnabrück. In Bassum, 13 km ten zuidoosten van Harpstedt zelf, en in Twistringen, 14 km ten zuiden van Harpstedt zelf, bevinden zich kleine stations op die spoorlijn.

## Economie
Van belang voor de economie in de gemeente is met name de landbouw. Bij de afrit van de Autobahn in Groß Ippener is een bedrijventerrein aangelegd voor plaatselijk midden- en kleinbedrijf. De ligging in het Naturpark Wildeshauser Geest brengt met zich mee, dat er ook enig toerisme is ontstaan.

## Geschiedenis

### Prehistorie
In Beckstedt, een gehucht onder Colnrade, en in Harpstedt zelf zijn twee zgn. Sonnensteine (zonnestenen) gevonden. Ze zijn zo genoemd, omdat men aanvankelijk geloofde, dat ze in de prehistorie door Germanen of nog vroegere bewoners van de streek werden gebruikt bij een ritueel ter verering van de zon. Tegenwoordig wordt door de wetenschap sterk aan de juistheid van deze theorie getwijfeld. De stenen zijn 60-90 centimeter in doorsnee. Van de steen uit Harpstedt zelf, die nog in het dorp staat, wordt door sommigen ook wel aangenomen, dat deze een schietschijf uit de middeleeuwen zou zijn. Er zijn nauwkeurig 10 of 11 concentrische cirkels in uitgebeiteld. De zonnestenen komen ook terug in het gemeentewapen van enkele van de deelgemeentes.
De originele Zonnesteen van Colnrade bevindt zich in het Archeologisch Museum van Sleeswijk-Holstein in Slot Gottorf in de stad Sleeswijk. In Colnrade zelf is een replica opgesteld.
Zoals overal in het Naturpark Wildeshauser Geest, bevinden zich ook in de gemeente Harpstedt een aantal megalieten en soortgelijke overblijfselen uit de Jonge Steentijd, waarvan de echtheid niet in twijfel wordt getrokken.

### Middeleeuwen t/m de 19e eeuw
Alle dorpen in de gemeente ontstonden in de middeleeuwen, Harpstedt wordt in 1203 voor het eerst vermeld (in een bos direct ten zuidoosten van het dorp zijn restanten aanwezig van een ringwal uit de 10e eeuw) en werd in 1396 door de graaf van Hoya met de rechten behorende bij de Wigbold van Bremen begiftigd. Dat betekende, dat hoewel het dorp buiten de stadsmuren van Bremen lag, het stadsrecht van die stad er rechtskracht had. Doordat Harpstedt ook marktrecht verkreeg, werd de plaats een zogenaamd vlek.
De gehele streek had vooral in de 16e t/m de 18e eeuw te lijden van oorlogsgeweld, epidemieën en overstromingen. Het belang van dit gebied was relatief gering.

### Vanaf de 20e eeuw
Dünsen kreeg in de jaren voor de Tweede Wereldoorlog een zgn. Muna, een Munitions-Anstalt, een munitiedepot. Hier werd in de nazitijd munitie voor o.a. FLAK-luchtafweergeschut gemaakt. De Muna had een eigen spoorverbinding met Delmenhorst. Dit lijntje is tegenwoordig een museumspoorlijn; een in de jaren 1930 en 1940 voor munitietreinen gebruikte locomotief is daar als curiositeit bewaard gebleven.
Na 1945 werden de woonbarakken bij de Muna eerst voor de noodhuisvesting van vele honderden ontheemden gebruikt. Na 1951 werd het een NAVO-munitiedepot, waar ook enige jaren kernwapens opgeslagen zijn geweest. In de jaren 1970 waren hier ook enige tijd Nederlandse militairen gelegerd, en wel van het 201e Verzorgingscommando (VZGCO). Het gehele militaire terrein is na het einde van de Koude Oorlog ontmanteld. Na 2007 werden sommige barakken en andere bouwsels gesloopt. Onder andere een radiozendmast bleef over, die is nu voor civiele telecommunicatie in gebruik. Het voormalige oefenterrein moet op termijn geheel gesaneerd worden; er zitten nog resten bodemvervuiling in het terrein.

## Bezienswaardigheden, toerisme
- Mogelijkheid van toeristische treinritten met stoomtreinen e.d. op de museumspoorbaan "Jan Harpstedt" (Delmenhorst- Harpstedt v.v.)
- De gemeente ligt mooi tussen de bossen, riviertjes e.d. van het Naturpark Wildeshauser Geest, er zijn in dit gebied tal van fietsroutes, en kanotochten op diverse beken en riviertjes mogelijk
- Langs de hunebedden e.d. in de streek leidt de toeristisch-culturele route Straße der Megalithkultur, met bij de diverse monumenten informatiepanelen.
- Gebouw Amtshof, fraai, omgracht complex 18e-eeuwse vakwerkgebouwen, voormalige residentie van de vertegenwoordiger van de landsheer; nu gemeentehuis
- De evangelisch-lutherse Christuskerk in Harpstedt, gebouwd in 1753 op de plaats van een eerdere kerk uit 1242, die door brand was verwoest

## Aardewerk
De plaats heeft zijn naam gegeven aan een bepaald type aardewerk dat in de vroege en Midden-IJzertijd werd gemaakt, zie Harpstedt-Nienburg-groep.

## Afbeeldingen

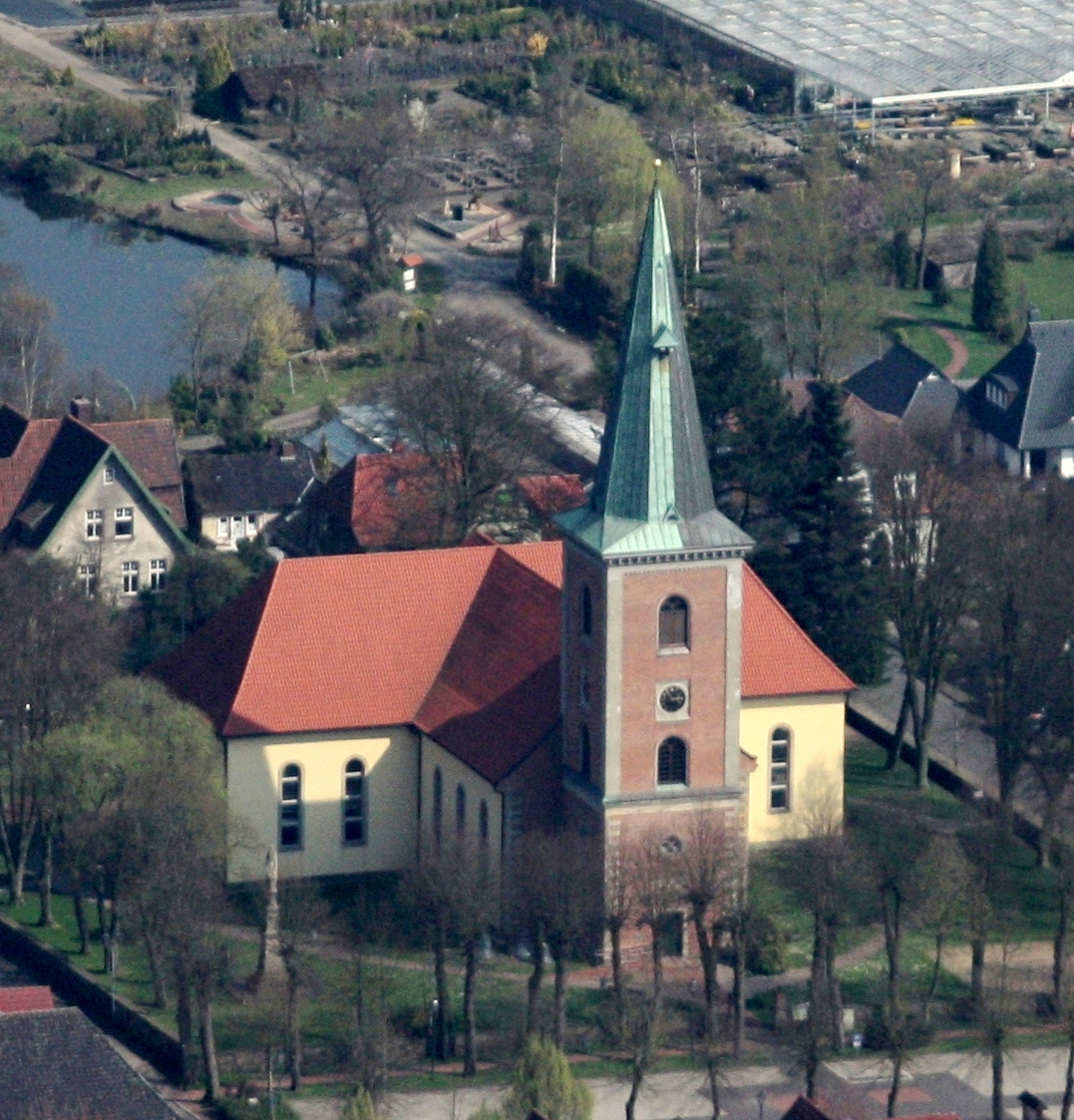
Lutherse Christuskerk (1753) van Harpstedt (1)
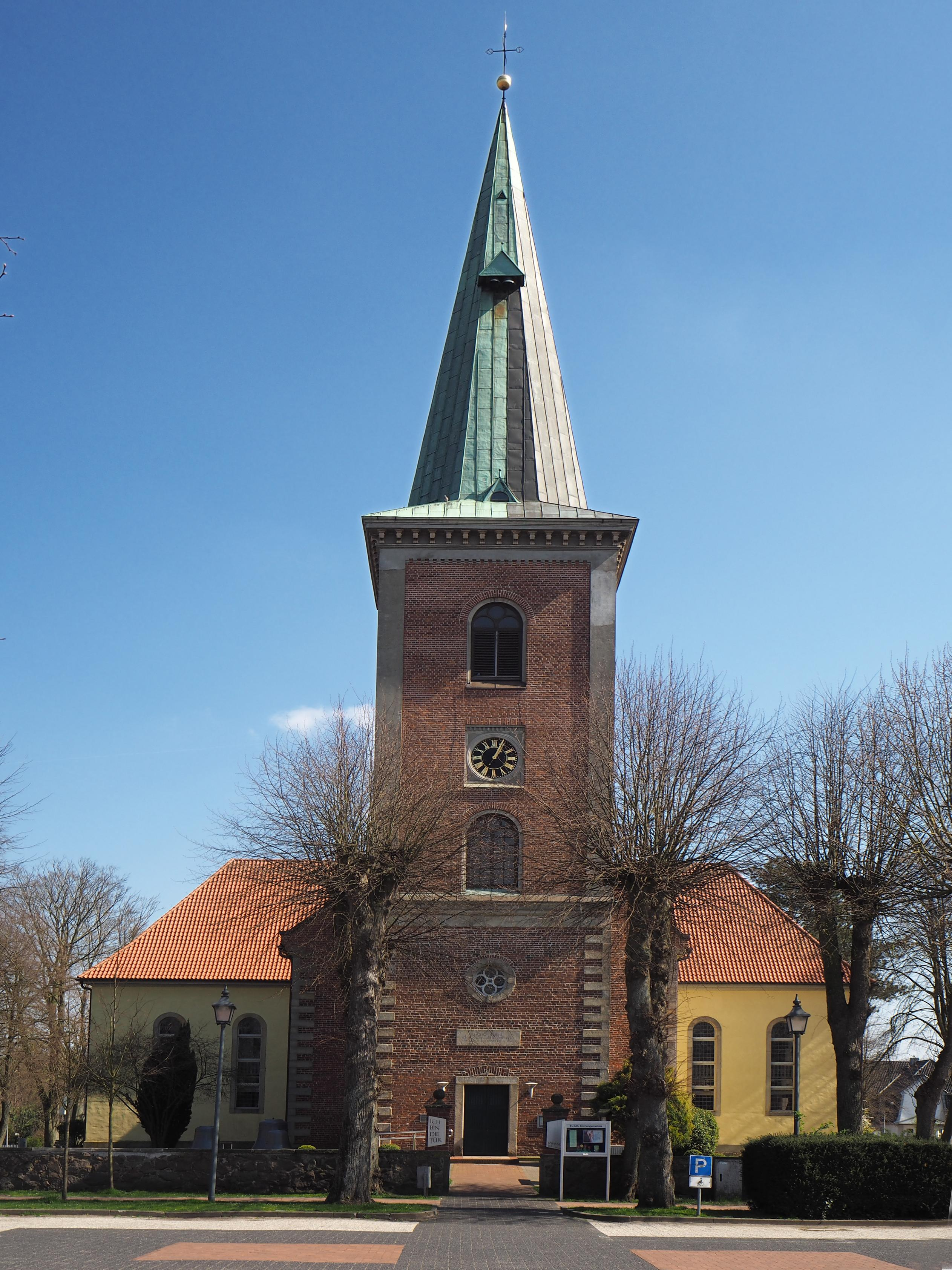
Lutherse Christuskerk van Harpstedt (2)
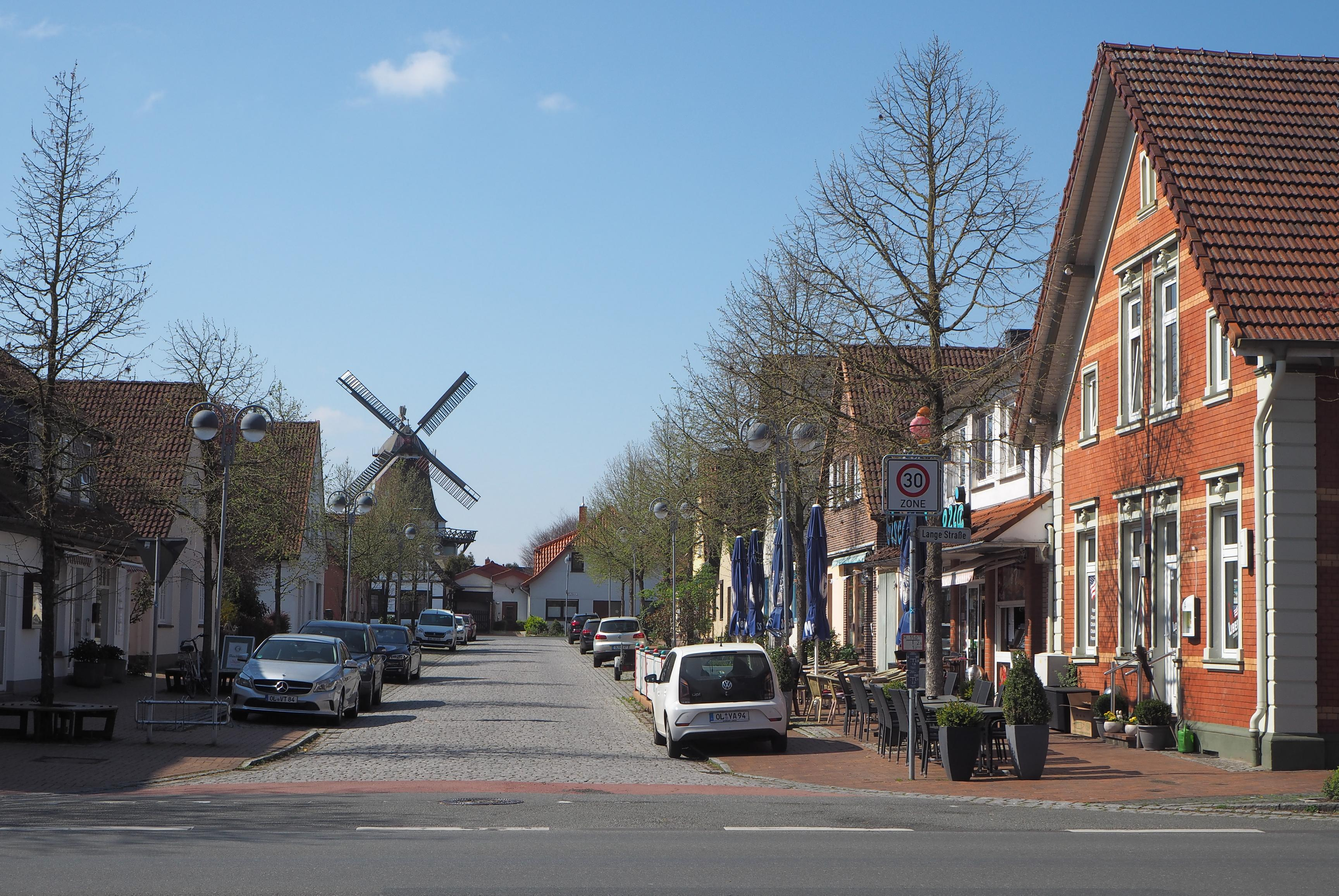
Freistraße in Harpstedt- centrum
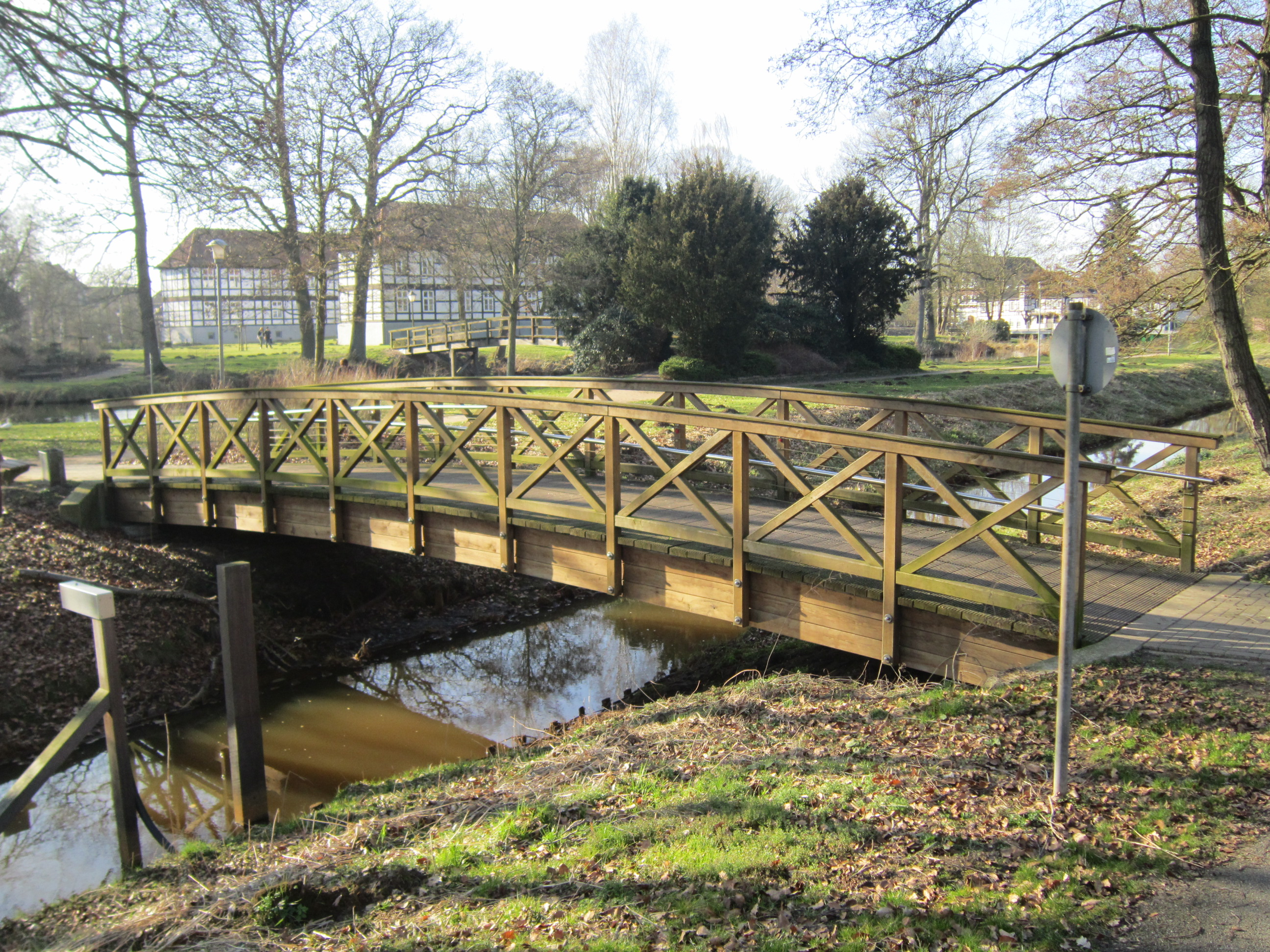
De Delme bij de Amtshof in Harpstedt
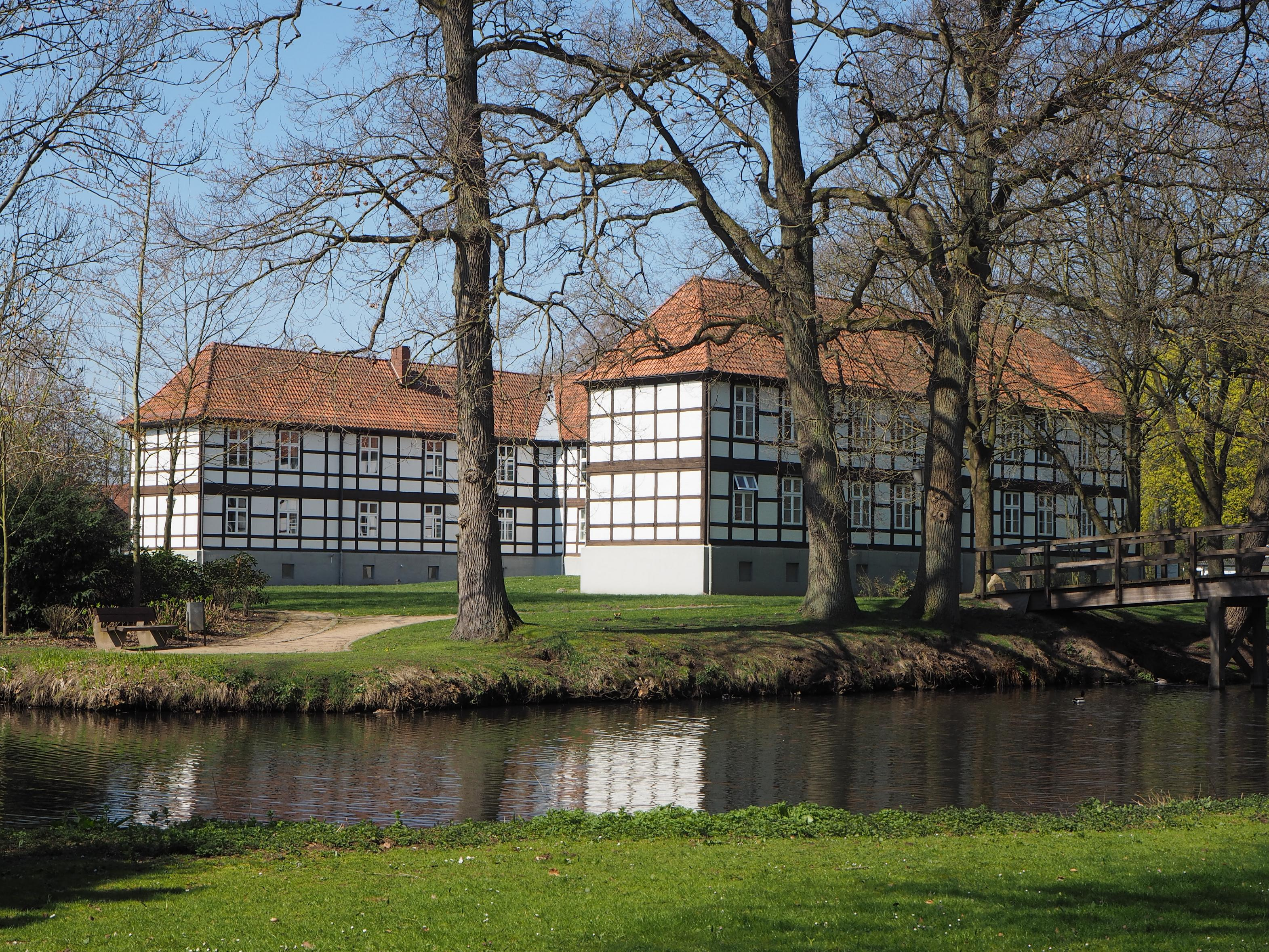
Amtshof (1744)
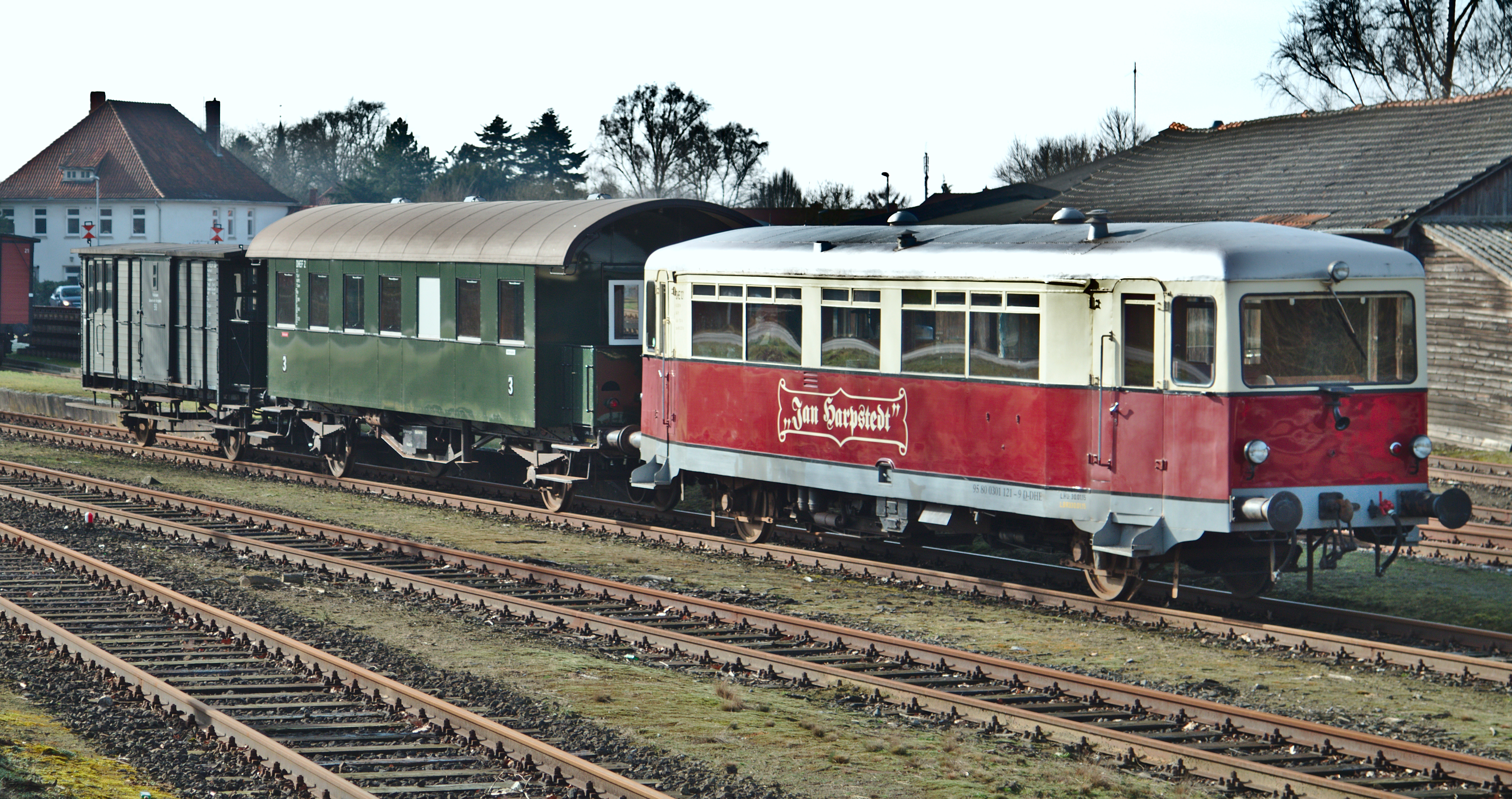
Loc T 121 van het museumspoor op het station Harpstedt
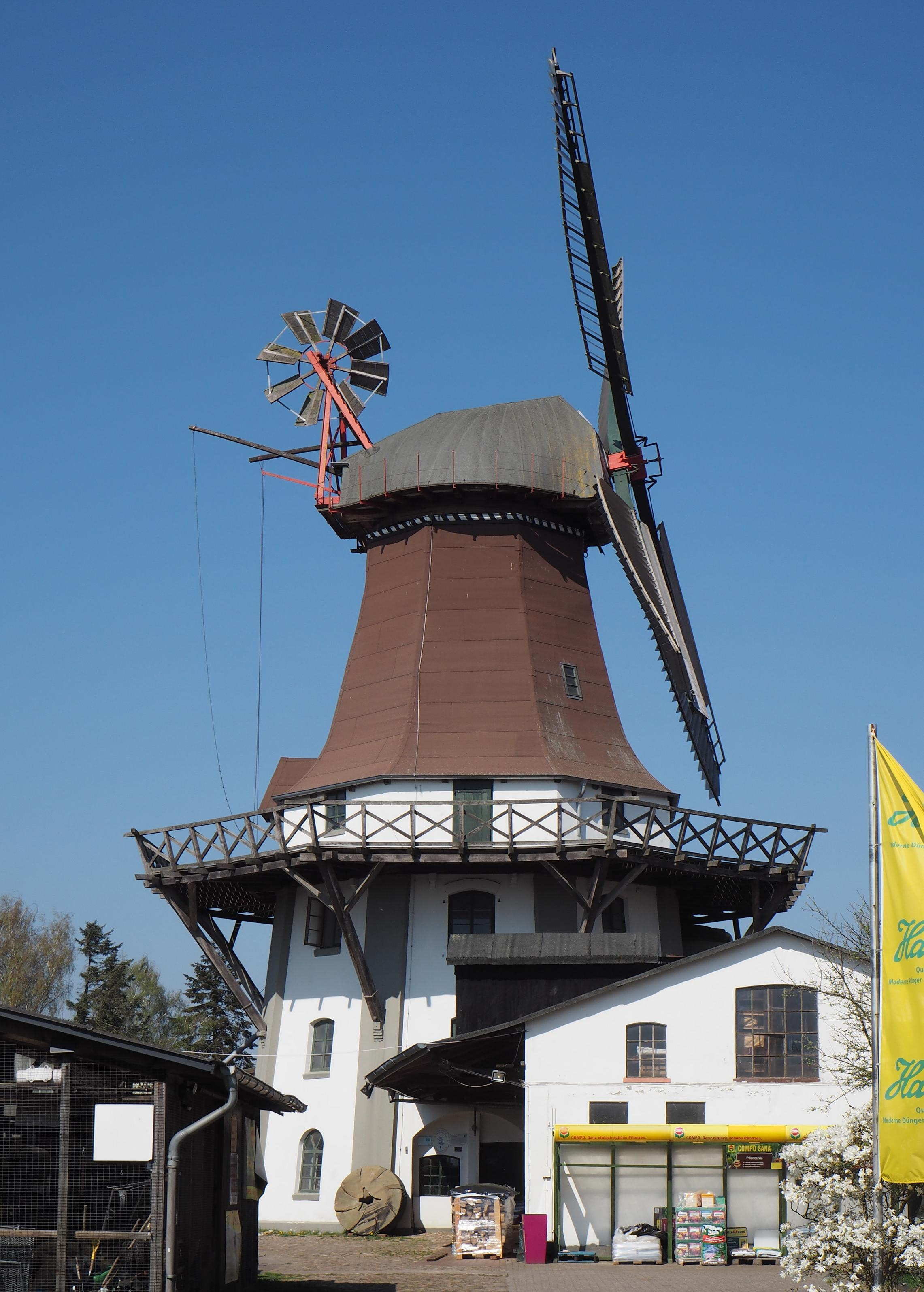
Windmolen (1871) te Harpstedt
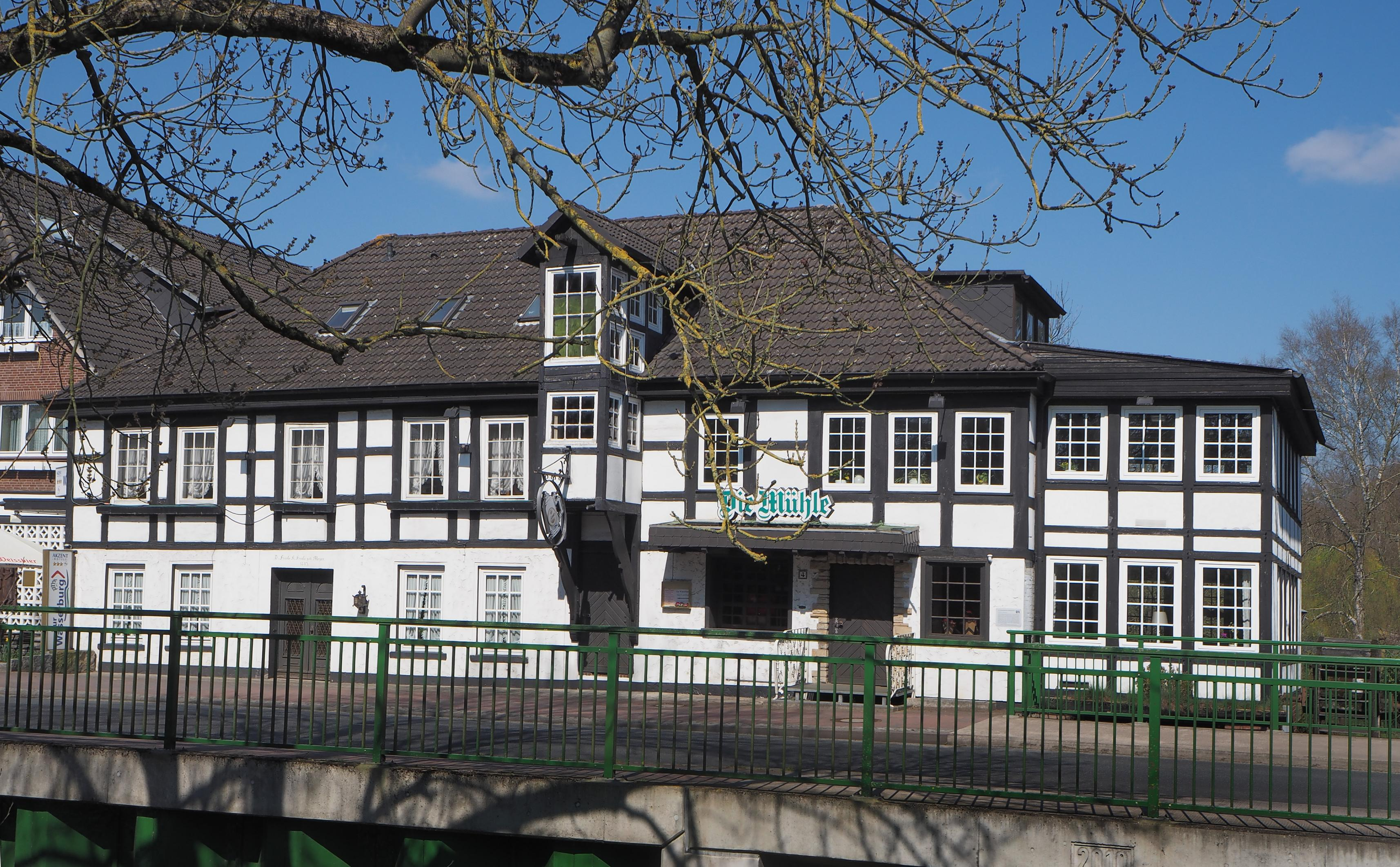
Watermolen Harpstedt, nu een hotel
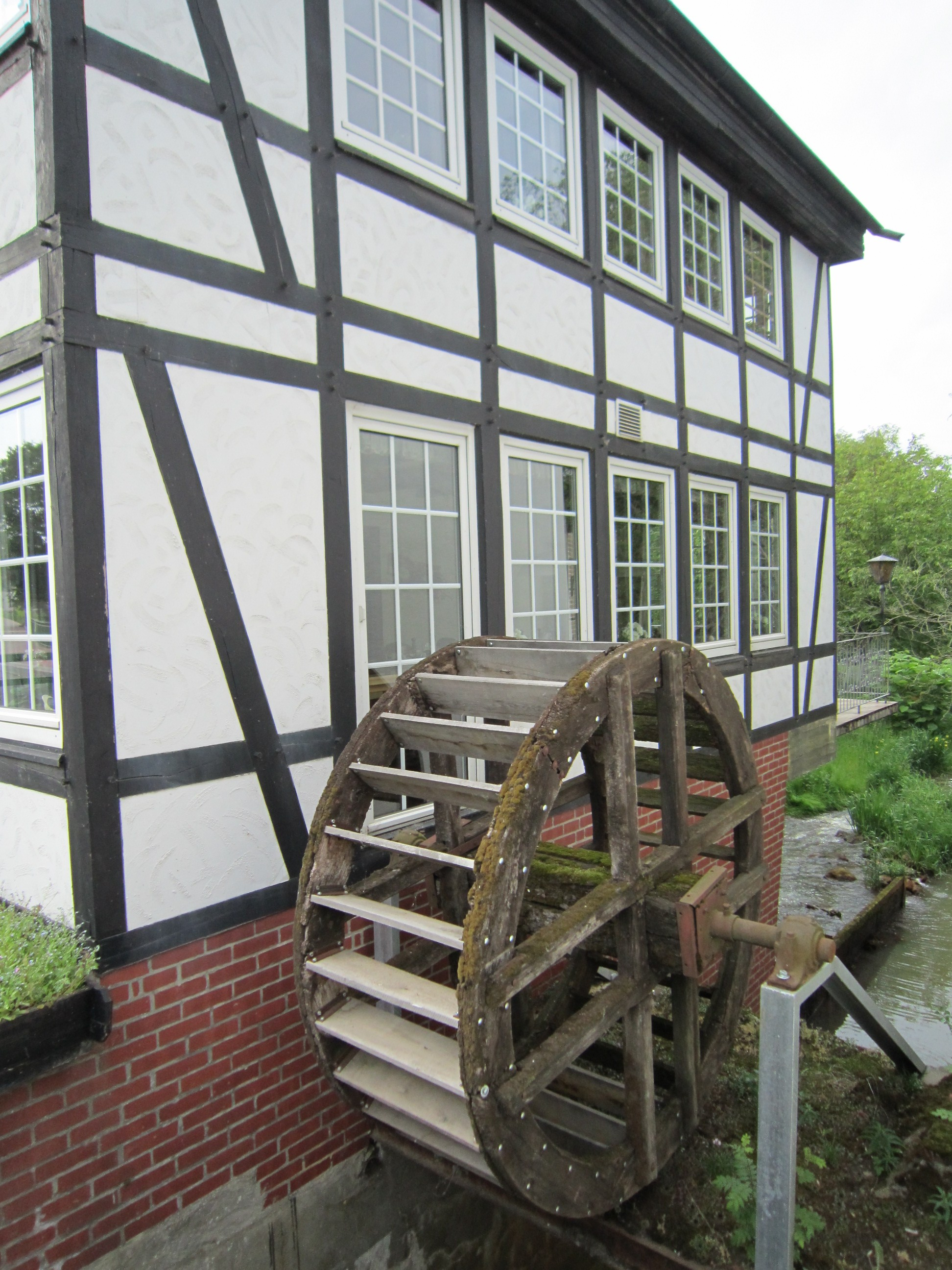
Onderslagwaterrad van de watermolen
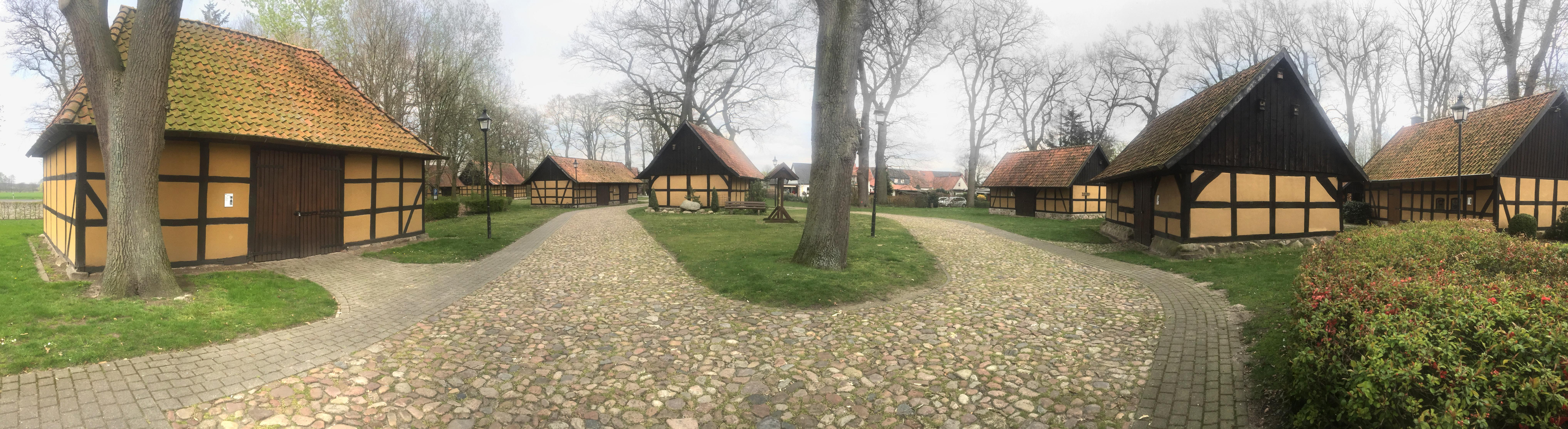
Groep van 9 historische schuren Koems, lente 2019
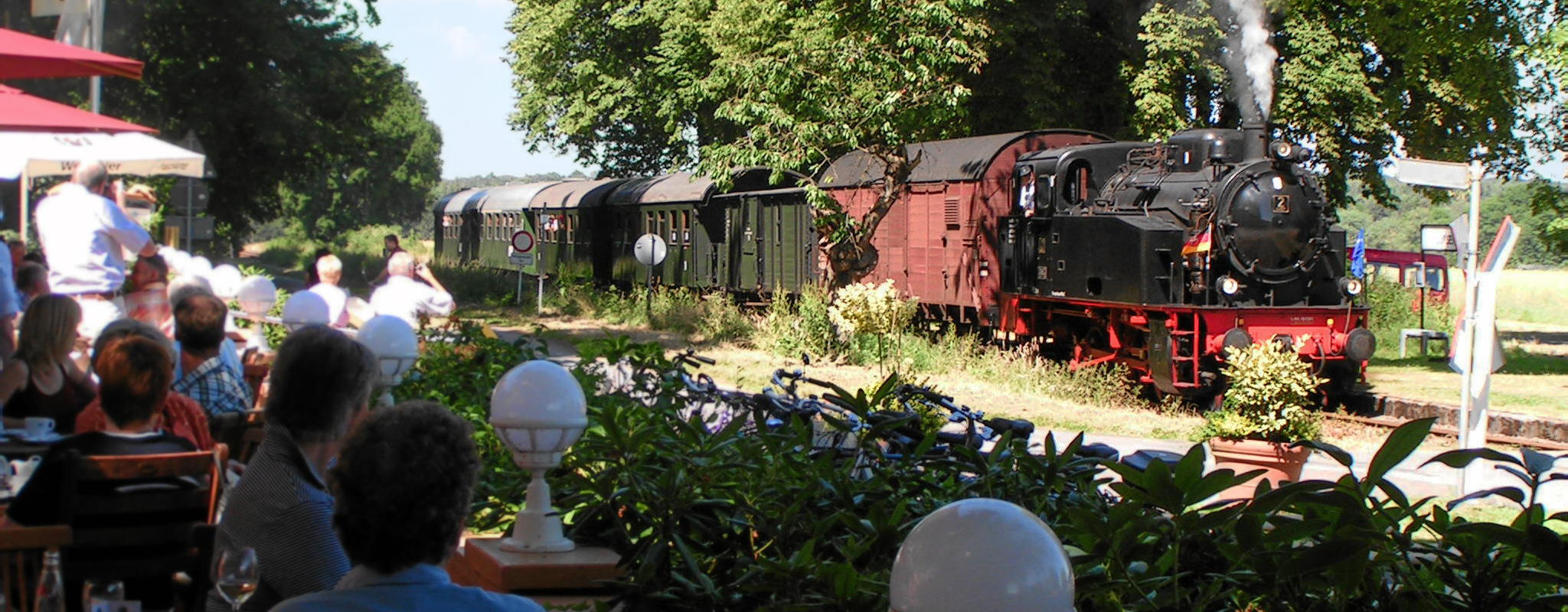
Halte van de museumspoorlijn „Jan Harpstedt“ in Dünsen
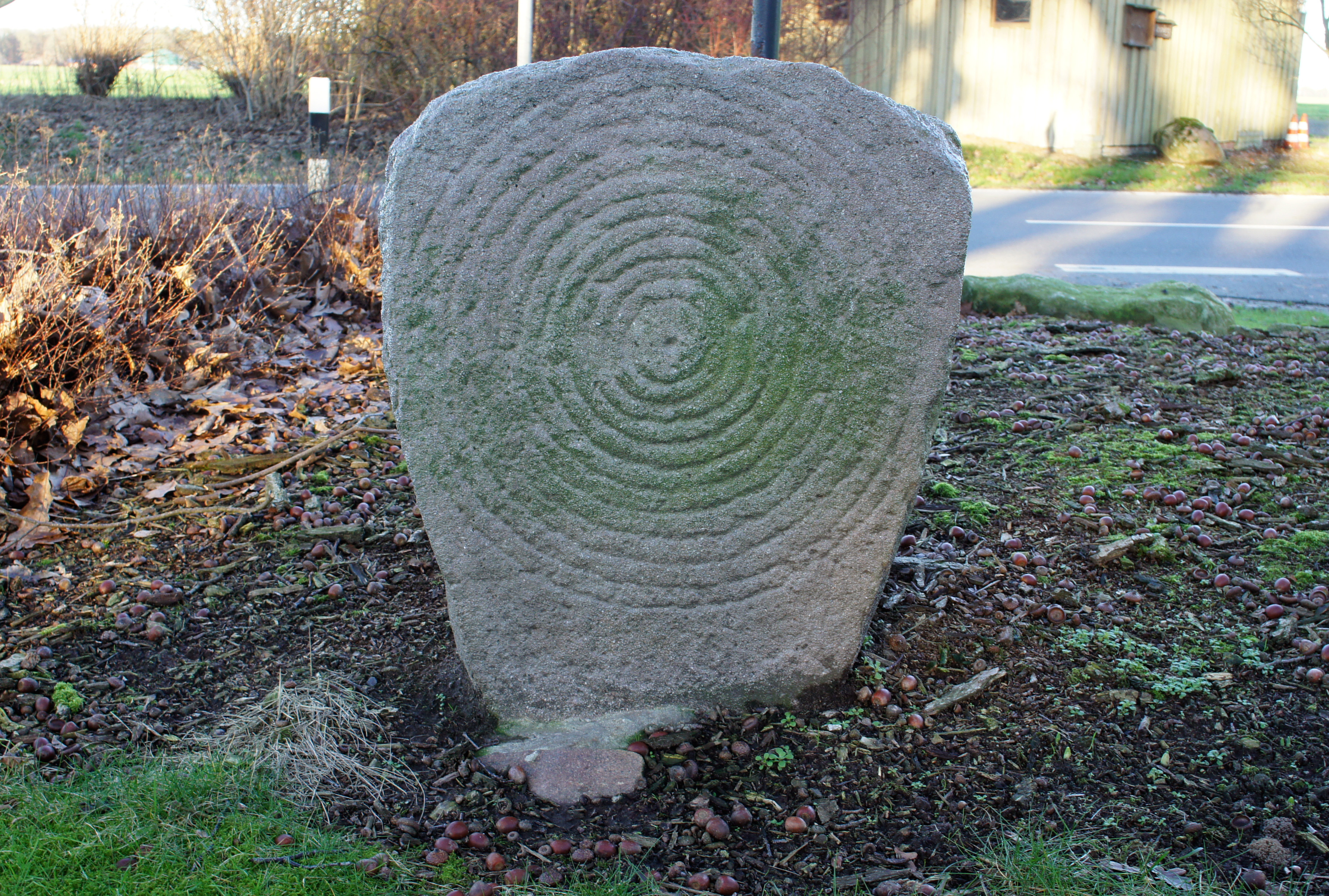
De zonnesteen van Beckstedt
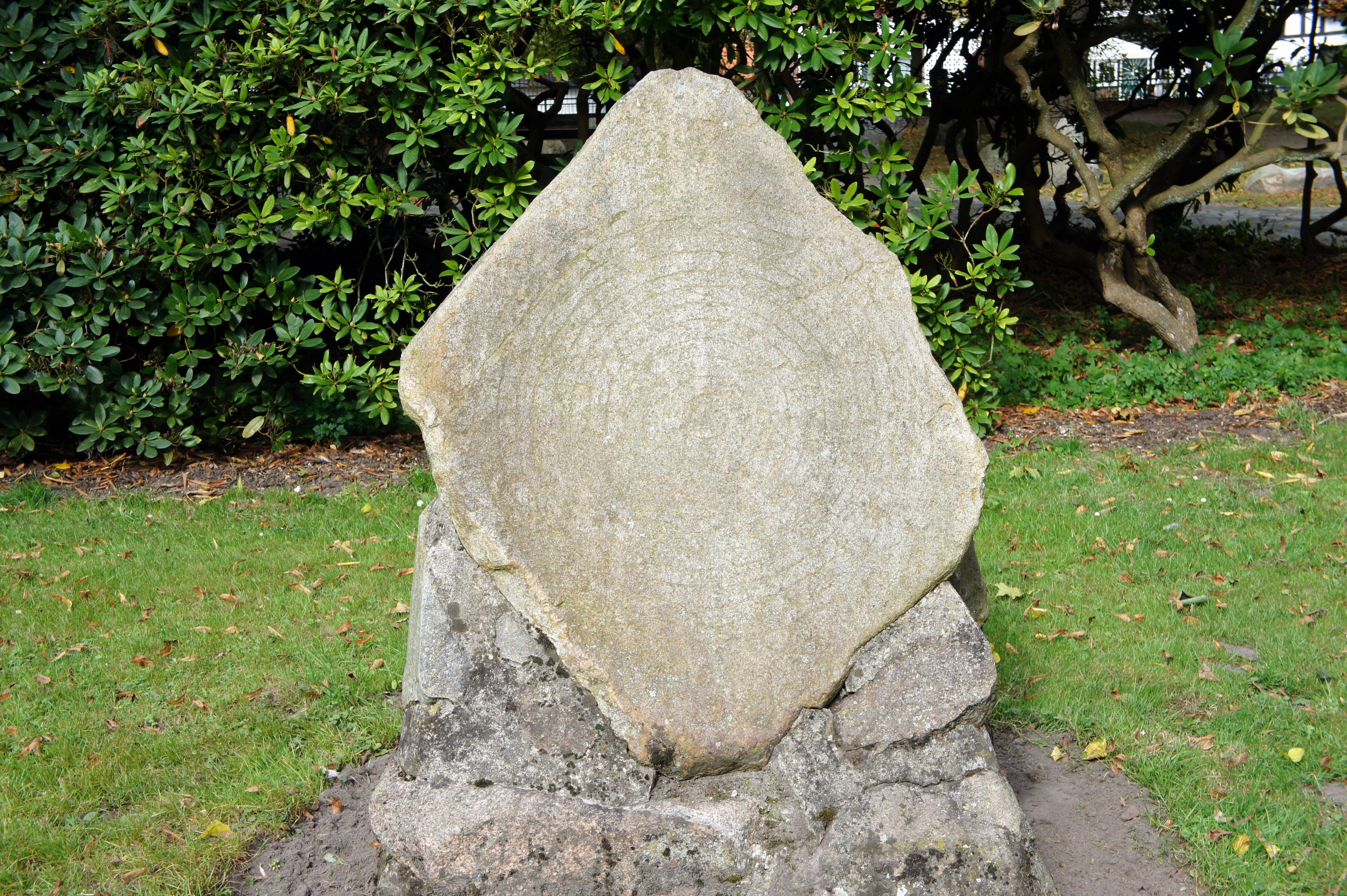
De zonnesteen voor de Amtshof in Harpstedt
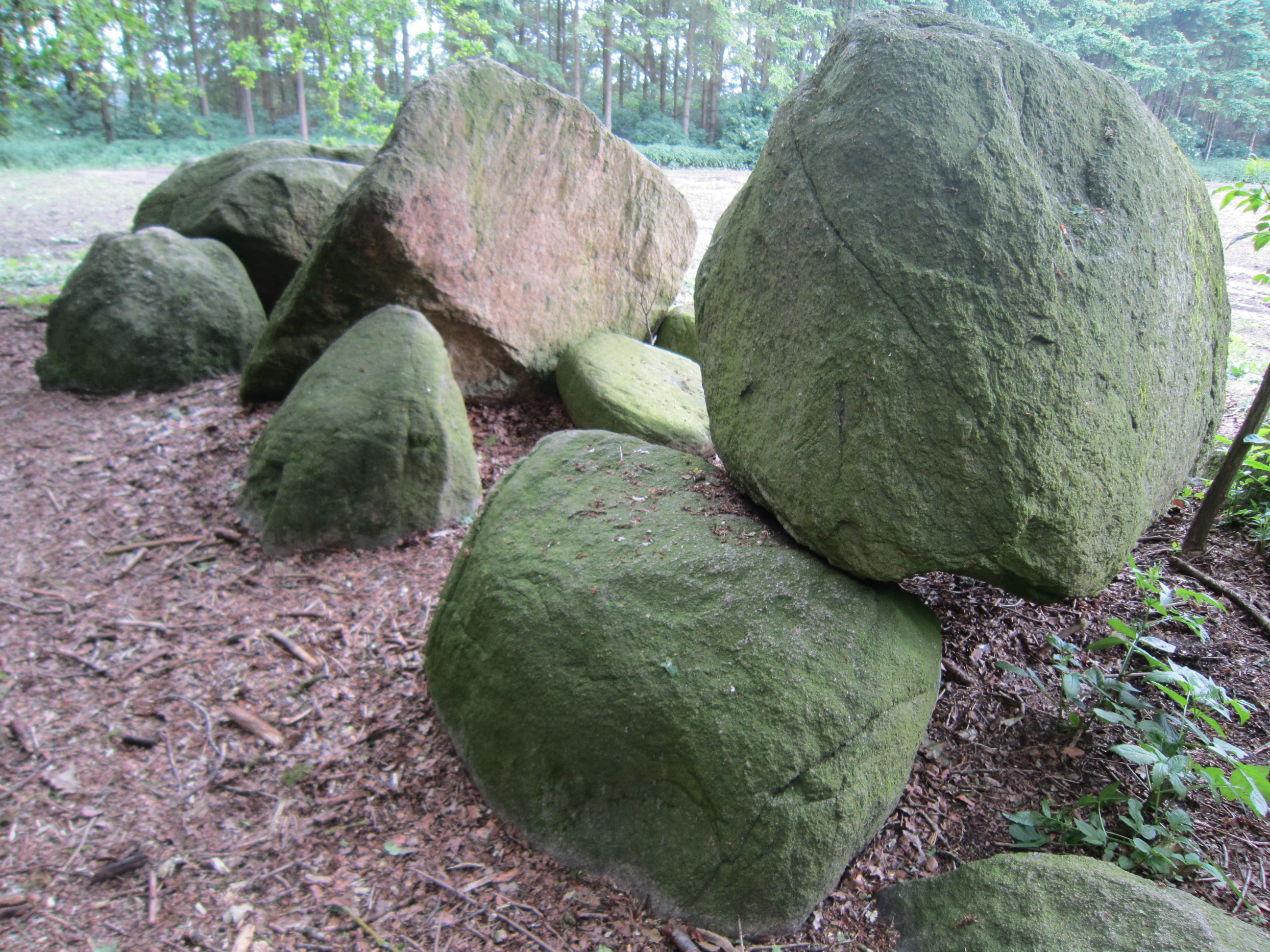
Reckumer steengraf (Sprockhoff-cat. nr. 812) in deelgemeente Winkelsett
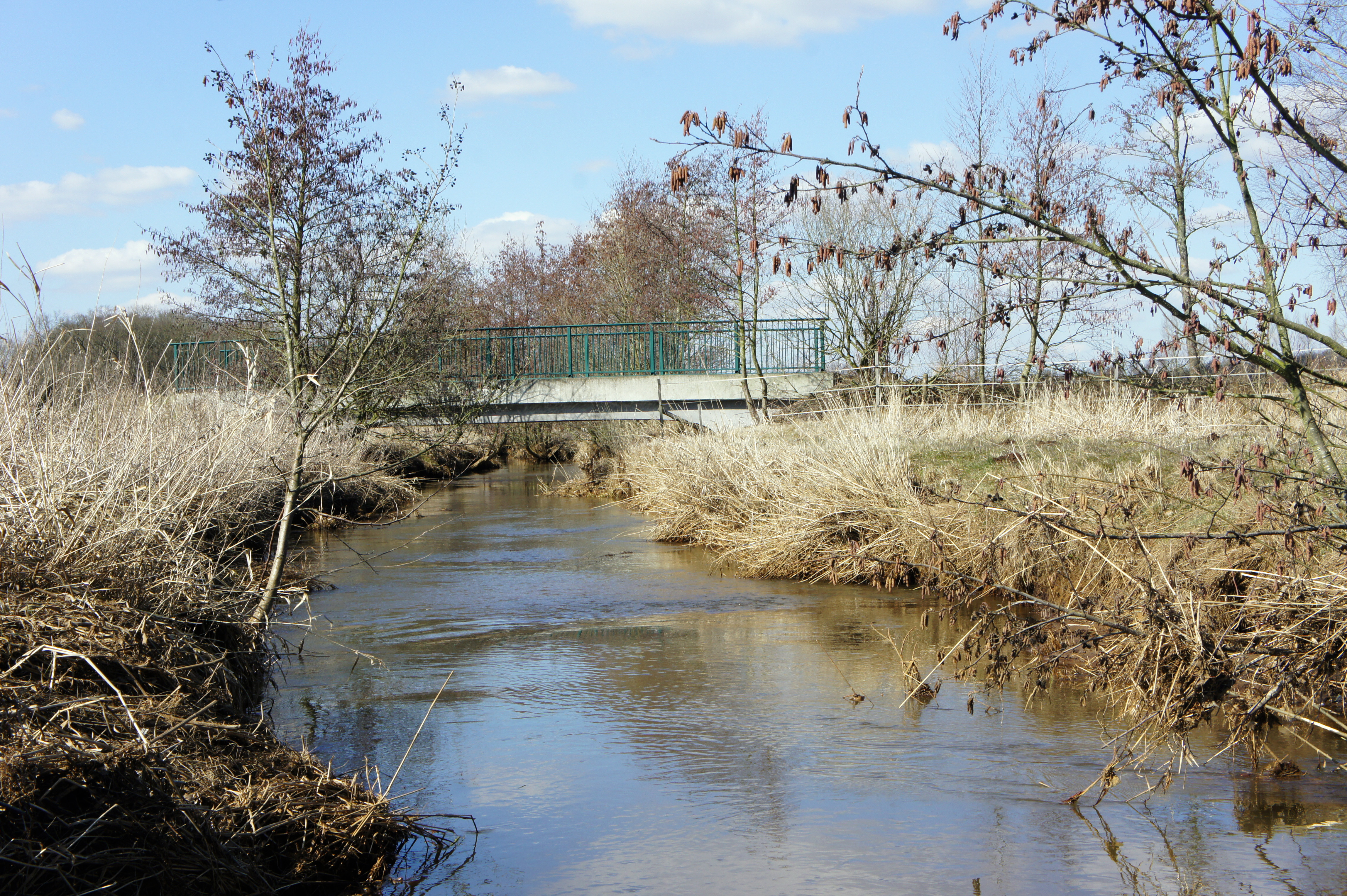
Riviertje Delme bij Klein Henstedt, deelgemeente Prinzhöfte

Beckeln · 
Colnrade · 
Dötlingen · 
Dünsen · 
Ganderkesee · 
Groß Ippener · 
Großenkneten · 
Harpstedt · 
Hatten · 
Hude (Oldb) · 
Kirchseelte · 
Prinzhöfte · 
Wardenburg · 
Wildeshausen · 
Winkelsett